# 馬桑 (聖塔倫區)
39°33′N 7°59′W / 39.550°N 7.983°W
馬桑（葡萄牙語：Mação），是葡萄牙的城鎮，位於該國中部，由聖塔倫區負責管轄，始建於1355年，面積399.98平方公里，2011年人口7,338，該城鎮人口密度每平方公里18.35人。